# Ditão
Ditão, właśc. Geraldo de Freitas Nascimento (ur. 10 marca 1938 w São Paulo, zm. 1 lutego 1992 w Guarulhos) – piłkarz brazylijski występujący na pozycji środkowego obrońcy.

## Kariera klubowa
Karierę piłkarską Ditão rozpoczął w klubie CA Juventus. W później występował w Portuguesie São Paulo i CR Flamengo. Z Flamengo wygrał Torneio Rio – São Paulo w 1964 roku.
W latach 1966–1967 był zawodnikiem SC Corinthians Paulista, a 1967–1968 CR Flamengo. Z Flamengo zdobył mistrzostwo Rio de Janeiro – Campeonato Carioca w 1967 roku.
W barwach rubro-negro rozegrał 184 spotkania, w których strzelił 2 bramki. Karierę zakończył w Corinthians w 1971 roku. W barwach Timão rozegrał 281 spotkania, w których strzelił 4 bramki.

## Kariera reprezentacyjna
W reprezentacji Brazylii Ditão zadebiutował 4 lipca 1965 w wygranym 3-0 meczu z reprezentacją ZSRR. Drugi i ostatni raz w reprezentacji Ditão wystąpił 28 lipca 1968 w przegranym 0-1 meczu z reprezentacją Paragwaju.
| Mecze i gole w reprezentacji | Mecze i gole w reprezentacji | Mecze i gole w reprezentacji | Mecze i gole w reprezentacji | Mecze i gole w reprezentacji | Mecze i gole w reprezentacji | Mecze i gole w reprezentacji |
| #                            | Data                         | Miasto                       | Przeciwnik                   | Gol                          | Wynik                        | Rozgrywki                    |
| ---------------------------- | ---------------------------- | ---------------------------- | ---------------------------- | ---------------------------- | ---------------------------- | ---------------------------- |
| 1.                           | 04.07.1965                   | Moskwa                       | ZSRR                         |                              | 3:0                          | towarzyski                   |
| 2.                           | 28.07.1968                   | Asunción                     | Paragwaj                     |                              | 0:1                          | towarzyski                   |